# Maggie Gobran
Maggie Gobran (en árabe : ماجي جبران), también conocida como Mama Maggie, es una sierva consagrada copta ortodoxa y fundadora y directora ejecutiva de la organización benéfica sin fines de lucro Stephen's Children en El Cairo, Egipto. También fue profesora de informática en la Universidad Americana de El Cairo. Fue nominada al Premio Nobel de la Paz en 2012 y 2020.

## Trayectoria
Maggie Gobran, a menudo conocida como la Madre Teresa de El Cairo, es una cristiana copta que alguna vez vivió un estilo de vida acomodado, protegida de la pobreza y la miseria. A pesar de esto, experimentó persecución como cristiana en Egipto. En 1989, abandonó su carrera académica para convertirse en sierva consagrada cristiana copta ortodoxa y fundó la organización benéfica Stephen's Children, cuyo objetivo es mejorar las vidas de los hijos de cristianos y de las familias que viven en los barrios marginales de El Cairo y en las comunidades empobrecidas del Alto Egipto rural. También ofrece ayuda a niños musulmanes y bahá'ís empobrecidos.

## Reconocimientos
En 2019, recibió el Premio Internacional Mujeres de Coraje otorgado por el Departamento de Estados Unidos y la primera dama estadounidense Melania Trump. Gobran fue incluida en la lista de las 100 mujeres de la BBC anunciada el 23 de noviembre de 2020.